# Sindrome paxillica
La sindrome paxillica è una sindrome immunitaria che colpisce taluni individui che abbiano consumato i funghi Paxillus rubicundulus o il Paxillus involutus. Non è quindi un avvelenamento. Il tempo di latenza è di 12 o più ore prima del manifestarsi dei primi sintomi. Si manifesta inizialmente con una gastroenterite acuta seguita da sintomi di emolisi.
Il fattore scatenante è un antigene ancora semi-sconosciuto che può risultare pericoloso solo per le persone predisposte.
La prima volta che viene consumato, detto antigene provoca la formazione di determinati anticorpi, in modo tale che, le volte successive, i globuli rossi della persona risulteranno "sensibilizzati" verso questo fungo.
Quando il fungo in questione viene consumato di nuovo, in particolar modo se dopo un lasso di tempo ravvicinato, può scatenare immediatamente una grave reazione immunoemolitica, anche con esito mortale se non adeguatamente curata.
La pericolosità consiste nel fatto che il soggetto micofago, abituandosi a consumare detto fungo (anche perché non accusa sintomi), lo offre ad altri commensali, aumentando la probabilità che in qualche individuo si scateni la predetta reazione immunitaria.

## Sintomi
- Di tipo gastro-intestinale: diarrea, nausea, vomito.
- Successivamente: crisi emolitica, sensibilità accentuata, emoglobinuria, ittero, anemia, collasso e shock.
- Nei casi gravi: morte.